# Биргер, Борис Георгиевич
Борис Георгиевич Биргер (1 апреля 1923, Москва — 4 августа 2001, Ойскирхен под Бонном) — советский и российский художник.

## Биография
Родился в еврейской семье.

Характерный пример колористической работы Биргера: Портрет А. Морозова. ГТГ

В 1941 году поступил в Московский художественный институт.
Участник Великой Отечественной войны. Призван в октябре 1942 года в действующую армию, переводчик. Окончил войну в Болгарии. Демобилизовался в звании старшего сержанта.
Окончил Московский художественный институт (1951). Примыкал к «неофициальному искусству», продолжая традиции символизма. Дважды (1962 и 1968) исключался из Союза художников за резкую критику официальной культурной политики. Исключался из КПСС.
Был одним из участников «Выставки семи» (1962, Ленинград), обозначившей рубежи «сурового стиля». Жил в Москве.
Создал индивидуальный, очень узнаваемый по колористике стиль портретной живописи, изображая преимущественно представителей либеральной творческой интеллигенции: среди героев Биргера — Булат Окуджава, Эдисон Денисов, Надежда Мандельштам, Юлий Даниэль, Андрей Сахаров и Елена Боннэр и др. Биргеру принадлежит единственный прижизненный портрет Варлама Шаламова (1967, ныне в Вологодской картинной галерее), ответившего художнику стихотворением «Живопись».
В круг друзей Биргера входили также актёры Алла Демидова и Игорь Кваша, писатель Фазиль Искандер, поэт Олег Чухонцев, литературовед Валентин Непомнящий. С 1970-х годов Биргер получил известность за рубежом, прежде всего в Германии (каталог его первой — несостоявшейся — немецкой выставки вышел в 1975 в Анн-Арборе (США) с предисловием Г.Бёлля).
Дружил с четой Сахаровых. Встречал Андрея Сахарова из ссылки.
С 1990 года жил в Германии в посёлке Роландзек (в составе города Ремаген).
Похоронен на Перловском кладбище.

## Работы
В 2007 году Третьяковской галереей за счёт пожертвования Г. С. Проскуряковой был приобретён портрет литературоведа А. Морозова. Это единственная работа художника в собрании Третьяковской галереи.